# Nude (小説)
『nude』（ヌード）は、みひろ著作の日本の小説。および小説を原作とした日本映画。

## 小説
2009年2月より講談社webサイト『MouRa』で連載された、新堂冬樹プロデュースで元AV女優であったみひろ自身による半生を綴った自伝的私小説。実体験を基に創作も盛り込んだ半ノンフィクションで、執筆から連載までに約2年をかけて書き上げた。2009年5月19日には講談社より書籍として発売されている。ISBN 978-4062154499

### ラジオ
2009年3月15日に文化放送で、ザ・ステージで『nude 〜ひろみがみひろになった理由（わけ）〜』が放送された。新堂冬樹もゲスト出演。

## 漫画
『nude 〜AV女優みひろ誕生物語〜』は、オジロマコト作画によるコミック版。『別冊ヤングマガジン』36号（2009年10月16日発売、最終号）に初掲載され、次号よりリニューアルされた『月刊ヤングマガジン』に引き続き連載された。単行本は全2巻。
- 第1巻 2010年05月06日発売。ISBN 978-4063618945
- 第2巻 2010年11月05日発売。ISBN 978-4063619652

## 映画
『nude』（ヌード）は、2010年9月18日公開のみひろ原作小説の映画化。R15+指定。シネマート新宿ほか全国15スクリーンで順次ロードショー。監督は小沼雄一。主演は渡辺奈緒子。
2010年8月27日には第35回湯布院映画祭で特別上映。マスコミ向け試写会では、女性モデルやタレントなど207人に及ぶ女性来場者が殺到し上映後には涙ぐむ姿も多く見られたという。また、ぴあ初日満足度ランキング（ぴあ映画生活調べ）では第5位に評価された。
キャッチコピーは「わたしは今日、セックスに嘘をついた──」。

### ストーリー
新潟から上京した山瀬ひろみは、芸能事務所にスカウトされたことをきっかけに、芸名「みひろ」としてヌードモデルの道を進むことになった。仕事も軌道に乗って来た中、同棲相手の広田英介にはグラビア雑誌での掲載が見つかり故郷の親友の河井さやかにもヌード写真を知られ段々孤立していく。Vシネマの仕事も増える中、プロデューサーからAV出演を持ちかけられる。AV出演を独りで決めるもそれはさらなる試練の始まりであった。

### キャスト
- 山瀬ひろみ（みひろ） - 渡辺奈緒子
- 河井さやか - 佐津川愛美
- 広田英介 - 永山たかし
- 佐藤 - 山本浩司
- 榎本 - 光石研
- 先輩AV女優 - みひろ

### スタッフ
- 監督 - 小沼雄一
- 製作 - 藤岡修、宇田川寧
- プロデューサー - 永田芳弘、柴原祐一
- エグゼクティブプロデューサー - 木村有一
- 原作 - みひろ『nude』（講談社刊）
- 脚本 - 石川美香穂、小沼雄一
- 撮影 - 早坂伸
- 衣装 - 宮本まさ江
- 編集 - 前嶌健治
- 音楽 - 宇波拓
- ヘアメイク - 喜舎場志乃
- 照明 - フクナガヒロアキ
- 装飾 - 龍田哲児
- 録音 - 小宮元
- 助監督 - 江利川深夜
- 製作 - 『nude』製作委員会（ハピネット、m-voice、スモーク）
- 製作プロダクション - スモーク
- 制作協力 - ダブ
- 配給 - アルシネテラン、ハピネット

### 主題歌
- テニスコーツ「バイババビンバ」
  - 作詞・作曲 - さや、並木大典 / 作曲 - 植野隆司